# 曼塞卢什
曼塞卢什是葡萄牙波尔图区的一个堂区。总面积12.01平方公里，总人口3504人，人口密度291.8人/平方公里。